# Killem
Killem település Franciaországban, Nord megyében. Lakosainak száma 1172 fő (2022. január 1.). Killem Hondschoote, Warhem, Oost-Cappel és Rexpoëde községekkel határos.

## Népesség
A település népességének változása:
| Lakosok száma | 1012 | 1052 | 1104 | 1116 | 1148 | 1163 | 1175 | 1181 | 1172 |
|               | 2013 | 2015 | 2016 | 2017 | 2018 | 2019 | 2020 | 2021 | 2022 |